# Gabara bipuncta
Gabara bipuncta là một loài bướm đêm trong họ Erebidae.